# Château de Vervant
Le château de Vervant est situé à Vervant en Charente-Maritime.

## Historique
Terre qui relevait du château d'Aulnay, Vervant est mentionnée dès 1338. Elle appartient alors à Ybles de La Rochandry, membre d'un puissant lignage établi en Angoumois et en Saintonge. Sa descendance reste propriétaire du château jusqu'en 1509, lorsque l'héritière des lieux, Jeanne de La Rochandry épouse Charles Poussard, seigneur de Lignières (Charente), panetier du roi. Leur fils, Louis Poussard, seigneur de Vervant et de Brizambourg, ne laisse pas de postérité et ses terres reviennent à sa femme, Jeanne de Gontaud, qui les transmet à Jean de Gontaud-Biron, seigneur de Montferrand et de Chef-Boutonne (Deux-Sèvres). C'est lui qui, en 1606, cède la terre de Vervant à Jean Boisseau, sieur de Pouzou, qui a le privilège de recevoir au château, en mai 1621, le roi Louis XIII, de passage en Saintonge. Revenue à sa fille Jeanne, mariée avec Gabriel de Goulard, seigneur de La Ferté (à Villefagnan - Charente) , la terre de Vervant est acquise en 1720 par Michel-Charles Amelot, marquis de Gournay, président à mortier du parlement de Paris, puis en 1735 par Antoine de Crès, qui la transmet à son fils Louis. Celui-ci s'endette pour remettre en état et embellir le château qu'il doit finalement céder en 1782 à sa fille Catherine-Adélaïde-Victoire de Crès et à son gendre, Louis-René, vicomte de Sainte-Hermine, capitaine des gardes du prince de Condé. 

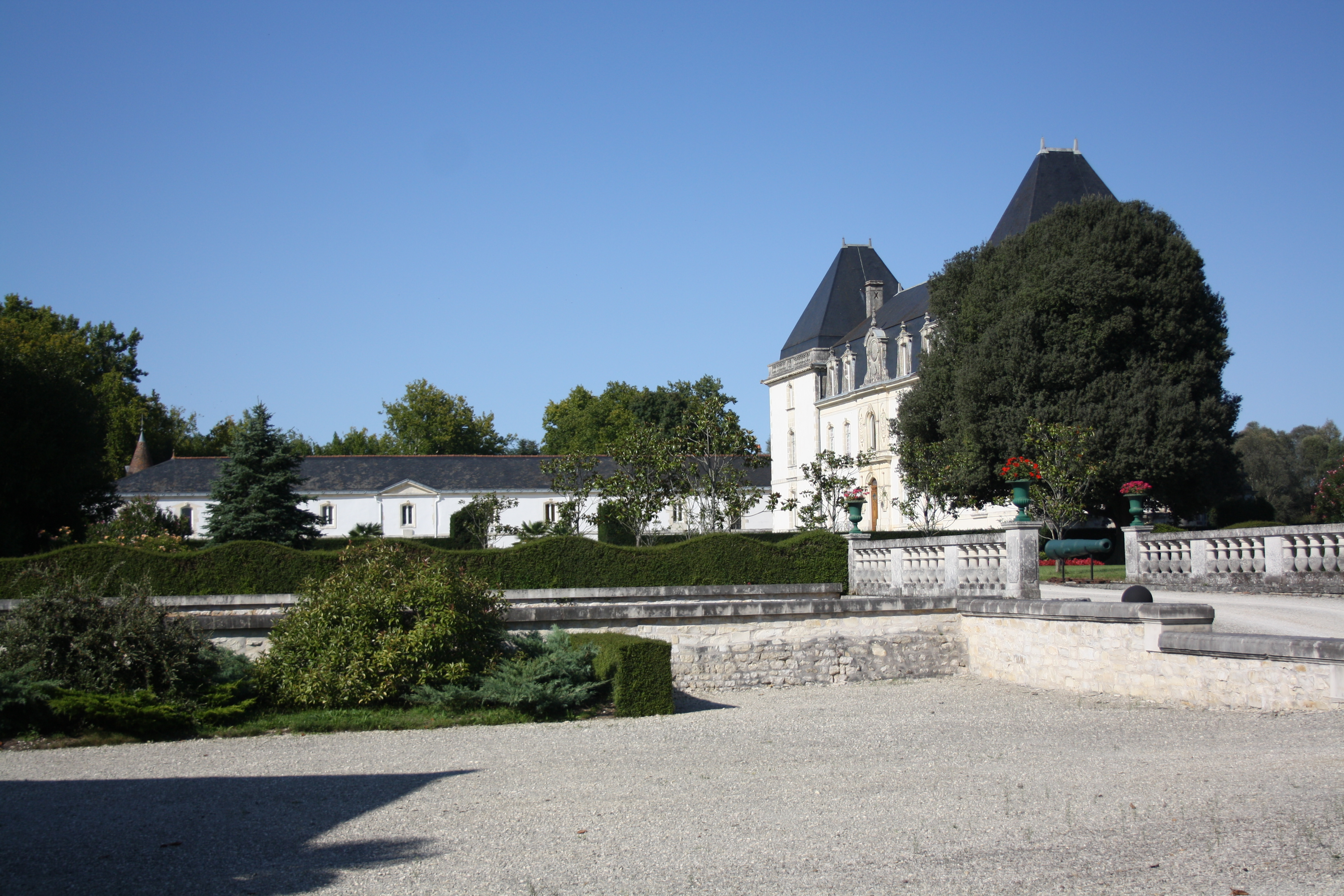
Château de Vernant

Le vicomte et la vicomtesse de Sainte-Hermine préfèrent aller résider aux beaux jours au château de Coulonges, sur les bords de la Charente, qu'ils dotent de deux ailes latérales, ce qui entraîne la mise en vente de celui de Vervant qui trouve acquéreur, en 1792, en la personne de Jean Martell (1744-1809), négociant, fils du fondateur de la puissante maison de commerce d'eaux de vie Martell, à Cognac. Après la mort de l'acquéreur, le château revient à son fils Jean-Gabriel (1789-1864), époux de Lucie-Hélène Hennessy et maire de Cognac de 1830 à 1838, qui le vend en 1816 à la comtesse Marie-Antoinette-Delphine de Goulard, une riche héritière, laquelle retrouve ainsi le château qu'avaient habité ses aïeux un siècle plus tôt. Elle épouse en 1819 Jean-Gustave de Senigon de Rousset de Roumefort du Cluzeau. Le château de Vervant revient ensuite à leur troisième fils, Lodoïs, vicomte de Senigon de Rousset de Roumefort du Cluzeau, marié en 1855 avec Marie-Caroline-Amélie Dupuy, issue de l'une des grandes familles du négoce de Cognac. Fille de Louis-Jules-Armand Dupuy d'Angeac (1799-1889), qui avait fait construire l'hôtel particulier abritant aujourd'hui le musée municipal de Cognac, et petite-fille de Jean Dupuy (1756-1831), président de la chambre de commerce de Cognac et député de 1816 à 1821, elle est décédée en 1880, à l'âge de 44 ans. Grâce à la dot de sa femme, Lodois de Senigon de Rousset de Roumefort du Cluzeau (1826-1891) fait à son tour restaurer et embellir le château de Vervant, où il vient s'installer en 1870.   

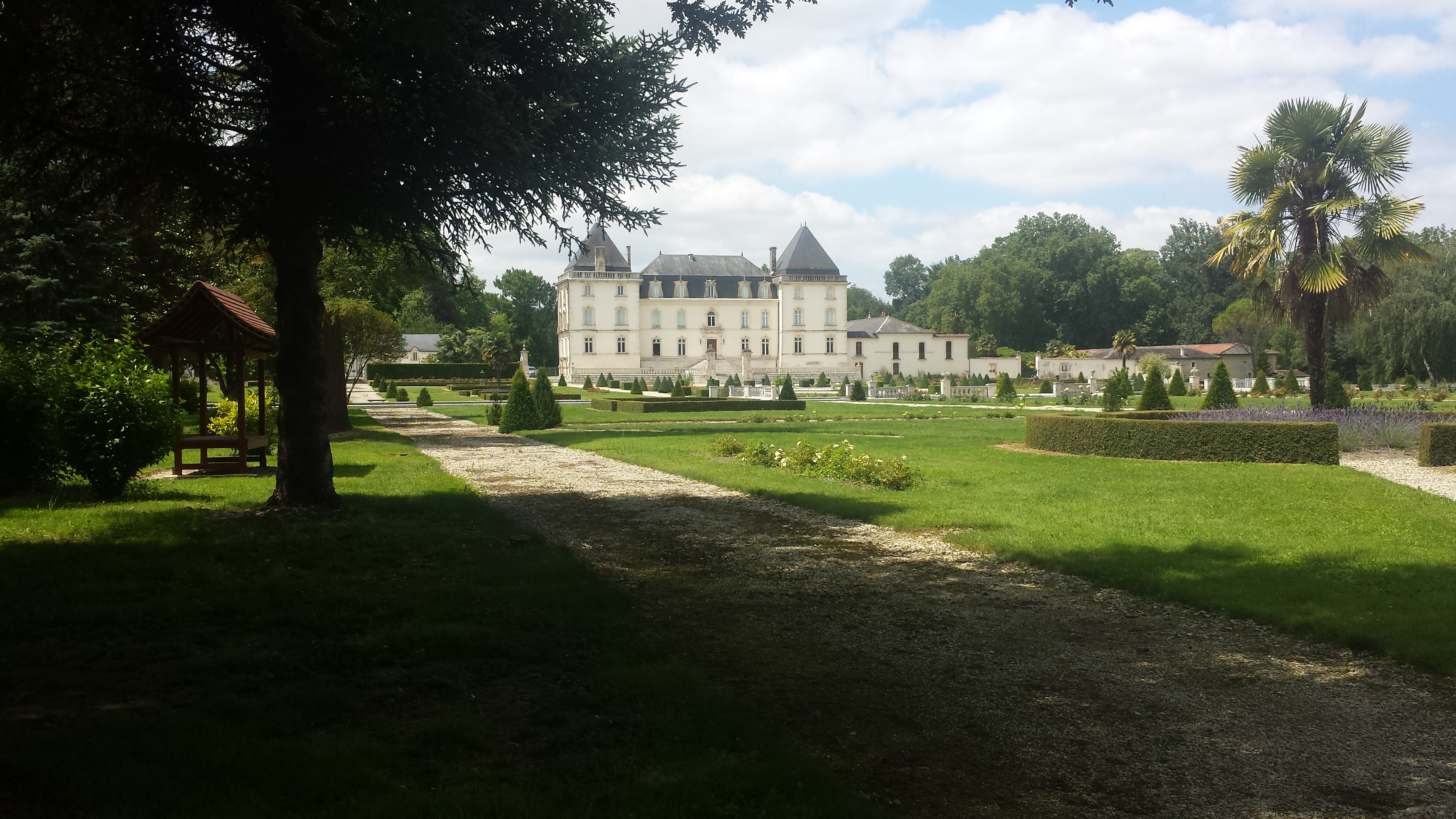
Château de Vervant, jardins.

Lorsque les Allemands le réquisitionnent, de juillet 1940 à août 1944, il appartient à leur petit-fils, Roger de Senigon de Rousset de Roumefort du Cluzeau (1882-1953), directeur général du Crédit foncier Franco-Canadien dont le siège social est à Montréal au Canada. À la suite de cet épisode, l'édifice est restauré grâce aux dommages de guerre sous la direction de l'architecte Jean Daugrois, avant d'échoir à sa fille Micheline de Senigon de Rousset de Roumefort du Cluzeau  (1920-1996) épouse de Jean J.O. Gravel (1924-2017).   
Les façades et toitures du château sont inscrits au titre des monuments historiques par arrêté du 22 août 1949.